# Mineralogisches Museum, benannt nach A. J. Fersman
Das Mineralogische Museum, benannt nach A. J. Fersman (russisch Минералогический музей им. А. Е. Ферсмана; englisch Fersman Mineralogical Museum, Abkürzung FMM) ist ein mineralogisches Museum in Moskau, das zur Russischen Akademie der Wissenschaften gehört. Es wurde 1716 als Mineralienkabinett der Kunstkamera in St. Petersburg gegründet, 1725 der neu gegründeten Kaiserlichen Akademie der Wissenschaften unterstellt und 1873 zu einem geologischen Museum ausgebaut. Nach dem Verlust der Unabhängigkeit im Jahre 1930 zog es 1934 – im Zuge der Verlegung der Akademie der Wissenschaften der UdSSR – nach Moskau um. Nach dem Zweiten Weltkrieg wurde es wieder unabhängig und erlebte einen Aufschwung. 1956 wurde es nach dem russisch-sowjetischen Mineralogen und langjährigen Museumsdirektor Alexander Jewgenjewitsch Fersman (1883–1945) benannt. Heute ist es mit seinen über 150.000 Einzelstücken die zweitgrößte mineralogische Sammlung in Russland (nach dem Bergbau-Museum der Staatlichen Bergbau-Universität Sankt Petersburg) und eines der größten mineralogischen Museen weltweit. In der ständigen Ausstellung werden derzeit ca. 8 % der Sammlungsstücke gezeigt. Das Museum ist ebenfalls eine wichtige mineralogische Forschungseinrichtung. Es verfügt über ein wissenschaftliches Labor, dessen technische Ausstattung allerdings als veraltet gilt. Es gibt seit 1907 die wissenschaftliche Zeitschrift New Data on Minerals (russisch Новые данные о минералах; in russischer Sprache mit englischem Abstrakt) heraus. Das Museum ist seit 2018 eine anerkannte Zertifizierungsstelle für mineralogische Proben.

## Geschichte

### Gründung und Anfangsjahre des Mineralienkabinetts (1716–1747)
Als Gründungsdatum wird das Jahr 1716 angesehen, in dem Peter der Große vom Danziger Naturforscher und Arzt Johann Christoph Gottwald nach dessen Tod eine Sammlung mit 1195 Einzelstücken für die Kunstkamera ankaufte. Weitere persönliche Geschenke, wie beispielsweise Silber aus der norwegischen Kongsberg-Mine, wurden der Sammlung hinzugefügt. Seit 1719 ist die Sammlung, die durch russische Minerale ergänzt wurde, der Öffentlichkeit zugänglich. In den folgenden Jahren ergänzten weitere Ankäufe, wie beispielsweise 1726 von Robert Erskine, die Sammlung. 1724 wurde die Russische Akademie der Wissenschaften gegründet und die Kunstkamera inklusive des Mineralienkabinetts ihr unterstellt. 1729 konnte dann ein neues Gebäude bezogen werden. Mit der Erforschung des Ostens und der zunehmenden Bergbautätigkeit in Russland wurden immer mehr Minerale aus dem Ural, dem Altai, der Region Transbaikalien und anderen Regionen Russlands an das Mineralienkabinett geschickt. 1745 verfügte die Sammlung bereits über mehr als 3000 Minerale, Fossilien, Edelsteine und sonstige Gesteinsproben.

### Der Brand von 1747 und Wiederaufbau der Sammlung (1747–1790)

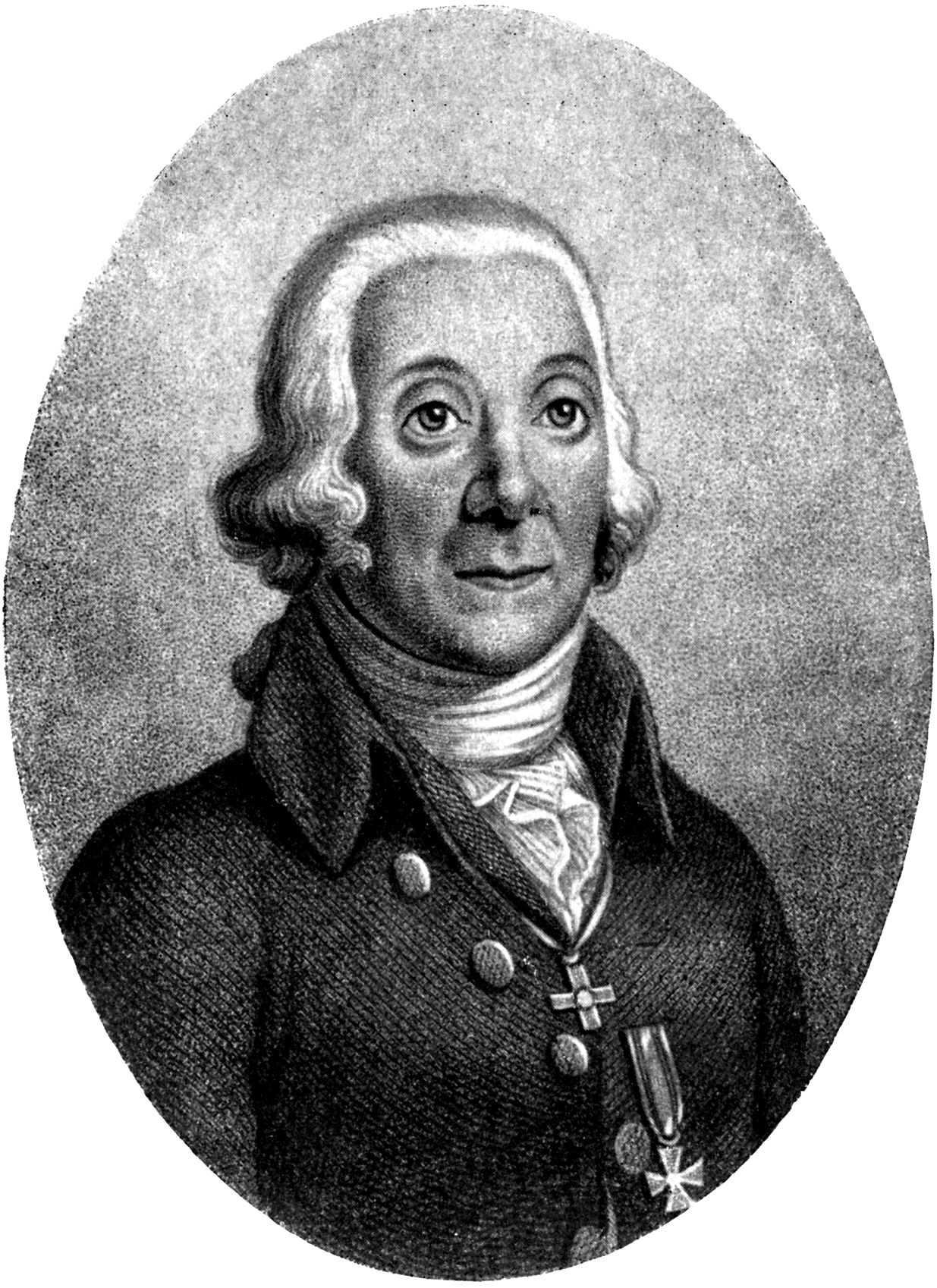
Erster Direktor des Mineralienkabinetts: Peter Simon Pallas (1741–1811)

Am 5. Dezember 1747 brach in der Kunstkamera ein Brand aus, der einen Großteil der Sammlung zerstörte. Erst 1766 konnten die Überreste der Sammlung in der wiederaufgebauten Kunstkamera der Öffentlichkeit zugänglich gemacht werden. Ab 1767 machte sich der neu ernannte Museumsdirektor Pallas daran, die Sammlung neu zu ordnen und den Bestand wieder aufzufüllen. Da in den Jahren 1768 bis 1773 viele Expeditionen in den Osten des riesigen Landes entsandt wurden, vergrößerten die mitgebrachten Proben den Bestand erheblich. Insgesamt gingen in diesen sechs Jahren mehr als 1500 Gesteins- und Mineralproben aus Sibirien, Jakutien, dem Altai, dem Ural und der Aralo-Kaspischen Niederung ein. Darunter waren bislang unbekannte Minerale wie Wiluit, Grossular, Baikalit und der bekannte Meteorit Krasnojarsk.
Parallel wurden Proben aus allen im Betrieb befindlichen russischen Minen gesammelt. Die Provinzämter sollten Proben von natürlichen Rohstoffen sammeln und an die Kaiserliche Akademie der Wissenschaften nach St. Petersburg senden. Dadurch wuchs der Bestand beträchtlich. Von 1770 bis 1781 wurden die Neuerwerbungen von Erich G. Laxmann (1737–1796) betreut. Pallas und der Naturwissenschaftler Iwan Iwanowitsch Lepjochin kauften gleichzeitig im In- und Ausland Privatsammlungen an und führten sie dem Mineralienkabinett zu. Mit mehr als 9000 Mineralproben wurde das Mineralienkabinett zur führenden mineralogischen Sammlung in Europa.
Ab den 1780er Jahren hielt Wassili Michailowitsch Sewergin (1765–1826) öffentliche Vorträge zu mineralogischen Themen, bei denen er auch ausgewählte Mineralien präsentierte. Diese Vorträge stießen auf reges Interesse der Öffentlichkeit. Die Sammlung wurde anfänglich auch für die Lehrzwecke der Kaiserlichen Universität St. Petersburg genutzt, die allerdings seit 1785 über ein eigenes Mineralogisches Museum verfügte. Um den steigenden Anforderungen gerecht zu werden, teilte die Kaiserliche Akademie der Wissenschaften dem Mineralienkabinett zwei zusätzliche Säle in der Kunstkamera zu. Außerdem verstärkte Johann Gottlieb Georgi (1729–1802) das Forschungsteam. Die gesamte Sammlung wurde in zwei Gruppen aufgeteilt: russische und ausländische Mineralien und Gesteine. Die Fossilien wurden getrennt aufbewahrt. Allerdings existierte keine systematische Einteilung der Sammlungsgegenstände. Vielmehr wurden sie nach äußeren Ähnlichkeiten oder ähnlichen physikalischen Eigenschaften eingeteilt. Ein wichtiger Schritt stellte die vollständige Inventarisation und Katalogisierung der Sammlung im Jahr 1789 dar.

### Ausbau des Mineralienkabinetts zur größten Mineraliensammlung in Russland (1790–1836)
1801 wurde der Sammlung eine große Anzahl von Mineralien aus dem Altai zugeführt. Im Jahr 1807 wurde Wassili Michailowitsch Sewergin (1765–1826) auf Vorschlag von Nikolai Jakowlewitsch Oserezkowskij (1750–1827) zum neuen Direktor des Mineralienkabinetts ernannt, der dieses Amt bis zu seinem Tode ausübte.
Wegen Napoleons Russlandfeldzug von 1812 musste die Sammlung nach Petrosawodsk evakuiert werden. Nach Beendigung des Feldzugs wurden die Materialien wieder in die Kunstkamera gebracht. Zusätzlich zur bestehenden Ausstellung wurden zwei neue Bereiche geschaffen: die pädagogische Sammlung für Lehrzwecke sowie die geografische Sammlung, die nun die Materialien nicht nach deren Aussehen und Eigenschaften geordnet zeigte, sondern nach ihrer Herkunft. Gegen Ende des 18. Jahrhunderts war der Bestand des Mineralienkabinetts auf 10.550 Einzelstücke, davon 3460 aus Russland und 6125 aus dem Ausland, angewachsen.
Das erste Viertel des 19. Jahrhunderts war durch verstärkte Forschungs- und Publikationsarbeit gekennzeichnet, nicht zuletzt durch den Direktor Sewergin selbst. Allerdings endete die intensive Forschungsarbeit mit dem Tod Sewergins. 1829 wurde Adolph Theodor Kupffer (1799–1865) zu seinem Nachfolger ernannt. Unter seiner Führung wurde die Sammlung um schwedische, norwegische und englische Gesteinsproben erweitert. Außerdem wurden Teile der bedeutenden Sammlung des russischen Diplomaten und Mineralogen Heinrich von Struve aus Hamburg angekauft.
1835 wurde die Kunstkamera neu geordnet. Während die ethnografische und historisch-archäologische Sammlung im alten Gebäude verblieben, zog das Mineralienkabinett in ein neues Gebäude in der nahegelegenen Zollgasse (russisch Таможенный переулок) um.

### Umwandlung des Mineralienkabinetts in das Mineralogische Museum und Jahre der Stagnation (1836–1873)
1836 wurde das Mineralienkabinett zu einer eigenständigen Einrichtung der Kaiserlichen Akademie der Wissenschaften. Das Museum wurde nun vom Geologen Gregor von Helmersen (1803–1885) geleitet. Mit dem Beginn der 1840er Jahre wurde die Forschung eingestellt und man beschränkte sich in den folgenden Jahrzehnten auf rein museale Aufgaben. Von 1845 bis 1857 war Constantin von Grewingk (1819–1887) Museumsdirektor. Ihm folgte in den Jahren 1857 bis 1866 der deutsche Geologe Friedemann Adolph Goebel (1826–1895) und in den Jahren 1866 bis 1873 Nikolai Iwanowitsch Kokscharow (1818–1893), der jedoch seine Aufmerksamkeit mehr dem Bergbau-Institut (der späteren Staatlichen Bergbau-Universität Sankt Petersburg) widmete. In diesen vier Jahrzehnten trug das Museums wenig zur Entwicklung der Mineralogie bei.

### Aufschwung der Sammlung und Weiterentwicklung zum Geologischen Museum (1873–1919)
Mit dem Amtsantritt des Paläontologen Friedrich Schmidt (1832–1908) im Jahr 1873 kam der Umschwung und die zweite Hälfte des 19. Jahrhunderts war durch ein weiteres Anwachsen der Sammlung gekennzeichnet. Es wurden bedeutende Privatsammlungen, wie beispielsweise 1868 von Iwan Petrowitsch Balaschow (russisch Иван Петрович Балашов; 1842–1919/1924), 1877 von Graf Alexander Grigorjewitsch Stroganow (russisch Александр Григорьевич Строганов; 1795–1891) oder 1877 von Alexander Fjodorowitsch Folbort (russisch Александр Фёдорович Фольборт; 1800–1876), angekauft. Unter seiner Amtszeit verlagerte sich der Sammlungsschwerpunkt hin zu geologischen und paläontologischen Gegenständen. Diese Entwicklung spiegelte sich dann auch 1898 in einer Umbenennung in „Geologisches Museum der Kaiserlichen Akademie der Wissenschaften“ wider. Die Abwendung von den Wurzeln der Mineralogie blieb nicht ohne Widerspruch. So forderte der Präsident der Kaiserlichen St. Petersburger Mineralogischen Gesellschaft, Alexander Petrowitsch Karpinski (1847–1936), vehement die Rückbesinnung auf die Mineralogie, die dann auch erfolgte.
1900 wurde Feodossi Nikolajewitsch Tschernyschow (1856–1914) zum neuen Direktor ernannt. In seine Zeit fiel die Vereinigung der vorher unabhängigen mineralogischen Abteilungen mit der geologisch-paläontologischen Abteilung. 1903 wurde das Museum in Geologisches Museum, benannt nach Kaiser Peter dem Großen der Kaiserlichen Akademie der Wissenschaften umbenannt. Tschernyschow berief 1900 Wiktor Iwanowitsch Worobjow (russisch Виктор Иванович Воробьёв, 1875–1906) zum Leiter der mineralogischen Abteilung. Dieser sorgte 1906 dafür, dass die umfangreiche Sammlung der Kaiserlichen St. Petersburger Mineralogischen Gesellschaft an das Museum übertragen wurde. Im selben Jahr wurde der Mineraloge Wladimir Iljitsch Kryschanowski (1881–1947) eingestellt, der ab 1930 Leiter der mineralogischen Abteilung und dann ab 1945 bis zu seinem Tod Leiter des Mineralogischen Museums wurde.
Die Sammlung war durch einen regen Ausstellungsbetrieb in Unordnung geraten. Kryschanowski machte sich an die Erstellung eines Inventars, die Signierung der Ausstellungsstücke, die Erstellung eines Kartenkatalogs für Minerale und Lagerstätten sowie die Errichtung eines Dublettenfonds für den Austausch von Gegenständen mit anderen Sammlungen. Für die Einordnung benutzte er die Systematik des amerikanischen Geologen James Dwight Dana (1813–1895), die bis 1984 im Museum verwendet wurde, bevor auf die Systematik nach Strunz umgestellt wurde, die auch die International Mineralogical Association (IMA) und ihre wichtigste Kommission CNMNC (Kommission für neue Minerale, Mineralnamen und Klassifikation) bis 2009 aktualisierte.
1912 wechselte Wladimir Iwanowitsch Wernadski von der Lomonossow-Universität Moskau nach St. Petersburg und wurde dort neuer Direktor des Museums, das im selben Jahr in Geologisches und Mineralogisches Museum, benannt nach Kaiser Peter dem Großen der Kaiserlichen Akademie der Wissenschaften umbenannt wurde. Er errichtete ein neues mineralogisches und geochemisches Labor, in dem sein Schüler Konstantin Awtonomowitsch Nenadkewitsch (russisch Константин Автономович Ненадкевич, 1880–1963) arbeitete. Das Labor für Spektroskopie wurde von Boris Alexandrowitsch Lindener geleitet. Bekannte Laboranten waren Jelisaweta Dmitrijewna Rewuzkaja (russisch Елизавета Дмитриевна Ревуцкая, 1866–1942) und Alexander Jewgenjewitsch Fersman (1883–1945), der spätere langjährige Museumsdirektor. Untersucht wurden seltene Elemente (beispielsweise Cäsium oder Thallium) oder radioaktive Elemente, deren spezielle Eigenschaften erst 1896 durch Henri Becquerel entdeckt wurden. Alle mineralogischen und später geochemischen Einrichtungen der Kaiserlichen Akademie der Wissenschaften nahmen ihren Ursprung in diesem Labor. Auch wurden unter der Leitung Wernadskis Expeditionen ausgesandt, um neue Mineralien zu entdecken und der Sammlung zuzuführen. Weiterhin legte Wernadski besonderen Wert auf außerirdisches Material. Sein Mitarbeiter Leonid Alexejewitsch Kulik wurde zum Experten für Meteoriten.
Obwohl die Mittel des Museums begrenzt waren, wurden wichtige Privatsammlungen angekauft, wie beispielsweise die von K. A. Schischkowski (russisch К. А. Шишковский) mit 100 Proben, die überwiegend aus dem Ural stammten, oder die große Sammlung des Bergbauingenieurs I. N. Kryschanowski (russisch И. Н. Крыжановский) mit 4000 Proben aus verschiedenen russischen Lagerstätten. S. D. Kusnezow (russisch С. Д. Кузнецов) schenkte dem Museum eine ansehnliche Sammlung von Mineralien aus Daurien. 1912 wurden Fersman und Wladimir Iljitsch Kryschanowski (russisch Владимир Ильич Крыжановский, 1881–1947), der spätere Generaldirektor und Museumsdirektor, zu wissenschaftlichen Kuratoren ernannt. Im gleichen Jahr konnte in Wien die einzigartige Sammlung von Pjotr Arkadjewitsch Kotschubei (russisch Пётр Аркадьевич Кочубей, 1825–1892) ersteigert werden, die aus 2700 Mineralien aus russischen und ausländischen Lagerstätten bestand. Die Sammlung war nach Kotschubeis Tod von seinem Sohn Wassili zunächst ins Ausland verbracht worden. Die Akquisition soll den Wert der mineralogischen Sammlung auf einen Schlag verdoppelt und die mineralogische Sammlung der Kaiserlichen Akademie der Wissenschaften in die Liga der besten mineralogischen Museen der Welt katapultiert haben. Von 1914 bis 1920 wurden Expeditionen auf die Halbinsel Krim, nach Daurien, Ostsibirien, in den Ural, in den Altai, in den Kaukasus und in die Grenzregionen der Mongolei geschickt, die einen reichen wissenschaftlichen Ertrag zeitigten. 1915 wurde Wernadski mit der Bildung einer Sonderkommission für die Erforschung der natürlichen Produktivkräfte Russlands (KEPS) beauftragt. Er spannte das Mineralogische Museum der Akademie der Wissenschaften für die Kommissionsarbeit mit ein und verlagerte den Schwerpunkt des Museums auf Forschungsarbeiten zur Untersuchung mineralischer Rohstoffe. Nahezu das gesamte Laborpersonal wurde nunmehr für Zwecke der Kommission eingesetzt. 1919 wurde Wernadski erster Präsident der Akademie der Wissenschaften der Ukraine und verließ das Museum.

### Die Ära Fersman (1919–1930)
1919 wurde Fersman (1883–1945) Direktor des Mineralogischen Museums. Er richtete das Museum neu aus und definierte drei Schwerpunkte für die Arbeit des Museums:
- Bildungsauftrag: Fersmans Bildungskonzept konkretisierte die übergeordneten Bildungsinhalte, die Bestimmung und Priorisierung der Zielgruppen, die für die Bildungsvermittlung eingesetzten Methoden, die Festlegung der Programme und Veranstaltungsformate für die Präsentation der Sammlung sowie die Profilsetzung im Vergleich zu anderen Museen. Sein Ziel war es, mittels Sonderausstellungen die Mineralogie für breite Bevölkerungsschichten zu popularisieren. Gleichzeitig sollten Studenten mit den mineralischen Rohstoffen vertraut gemacht werden.
- Expeditionen: Durch die Organisation einer breiten regionalen Forschung wollte Fersman ein besseres Verständnis für den Mineralreichtum Russlands erreichen. Durch die systematische Erweiterung der Sammlung wurde die Grundlage für die weiteren Untersuchungen der Eigenschaften der Mineralien gelegt.
- Forschung: Mit der Schaffung moderner, präziser experimenteller Labortechnik sollte die Untersuchung und Analyse der Materialien verbessert werden. Die gewonnenen Erkenntnisse sollten dann wiederum die Basis für eine Weiterentwicklung wissenschaftlich fundierter Förder- und Aufbereitungstechnologien für Erze bilden.

Zur Umsetzung des Konzepts wurden neue Labore und eine spezielle Bibliothek geschaffen. Auch wurden neue jüngere Mitarbeiter rekrutiert, u. a. Boris Michailowitsch Kupletski (russisch Борис Михайлович Куплетский, 1894–1965), Wladimir Iwanowitsch Wlodawez (russisch Владимир Иванович Влодавец, 1893–1993), Nikolai Iwanowitsch Wlodawez (russisch Николай Иванович Влодавец, 1890–1959), P. A. Wolkov, Irina Dmitrijewna Borneman-Starynkewitsch (russisch Ирина Дмитриевна Борнеман-Старынкевич, 1890–1988), Elsa Maximowna Bonschtedt-Kupletskaja (russisch Эльза Максимовна Бонштедт-Куплетская, 1897–1974), Nina Nikolajewna Gutkowa (russisch Нина Николаевна Гуткова, * 1896), Jekaterina Jewtichijewna Kostylewa-Labunzowa (russisch Екатерина Евтихиевна Костылева-Лабунцова, 1894–1975), Alexander Nikolajewitsch Labunzow (russisch Александр Николаевич Лабунцов, 1884–1963) und viele weitere.
Durch die weitere Ausdifferenzierung der Kristallographie (beispielsweise Kristallstrukturanalyse, Kristalloptik, Kristallphysik oder Kristallchemie) wurden weitere Forschungsgruppen innerhalb des Museums etabliert. Dadurch konnte Fersman prominente Wissenschaftler von anderen Forschungseinrichtungen anziehen, wie beispielsweise Alexei Wassiljewitsch Schubnikow (russisch Алексей Васильевич Шубников, 1887–1970), Georgii Glebowitsch Lemmlein (russisch Георгий Глебович Леммлейн, 1901–1962) oder Nikolai Wassiljewitsch Below, (russisch Николай  Васильевич Белов, 1891–1982). Um diesen Kreis von Koryphäen der Mineralogie scharten sich junge, aufstrebende Wissenschaftler, die bereits im sowjetischen Bildungssystem ausgebildet wurden. Zu ihnen zählten beispielsweise Alexander Alexandrowitsch Saukow (russisch Александр Александрович Сауков, 1902–1964) oder Georgi Pawlowitsch Barsanow (russisch Георгий Павлович Барсанов, 1907–1993), die später alle bedeutende Forscher werden sollten.
Zahlreiche mineralogische Expeditionen führten auf die Halbinsel Kola, die Wüste Karakum und ins Pamir-Gebirge sowie zu den Lagerstätten des Transbaikal, den Pegmatiten des Urals und anderer Regionen der damaligen UdSSR. Darüber hinaus wurden dem Museum einzelne Privatsammlungen sowie Sammlungen aus anderen Museen zugeführt. 1925 wurden dem Museum Objekte, die von großem künstlerischen und pädagogischen Wert sind, aus den Dublettenfonds der Eremitage übertragen. Auch erhielt das Museum neue Räumlichkeiten: Neun Hallen standen für die ständige Ausstellung zur Verfügung, von denen sich acht mit der Taxonomie von Mineralien, Meteoriten, der Paragenese verschiedener Minerale, den einzelnen Lagerstätten der Sowjetunion sowie den Schmucksteinen widmeten. Hierfür wurden Ausstellungsvitrinen hergestellt und mit illustrativem Material versehen. Der Bestand wuchs beständig weiter: 1925 wurden 320 kg Gestein, das vom Mineralogen und Spezialisten für Schmucksteine Wladimir Iljitsch Kryschanowski (russisch Владимир Ильич Крыжановский, 1881–1947) im Zeitraum 1920 bis 1921 im Altai gesammelt worden war, dem Museumsbestand hinzugefügt. Darunter befanden sich u. a. das häufige Mineral Molybdänit, Monazit, Powellit, das seltene Euxenit-(Y) oder Allanit (ein Metall aus der Gruppe der Seltenen Erden). 1926 wurden 40 Platinproben des Geologen, Bergbauingenieurs und Platinspezialisten Jewgeni Nikolajewitsch Barbot de Marny (russisch Евгений Николаевич Барбот де Марни, 1868–1939), die er im Zeitraum 1898 bis 1890 im Ural gesammelt hatte, dem Museumsbestand hinzugefügt.
Mitte der 1920er Jahre wurde das Büro für Mineralien gegründet, das Material aus verschiedenen russischen Lagerstätten sammelte. Diese Abteilung des Museums bestand bis 1982. Ab 1926 konnte – nach einer längeren Unterbrechung – wieder die Zeitschrift Verfahren des Mineralogischen Museums der Akademie der Wissenschaften der UdSSR (russisch Труды Минералогического Музея Академии Наук СССР; neue Folge mit neuer Nummerierung) herausgegeben werden.

### Verlust der Unabhängigkeit und Umzug des Museums nach Moskau (1930–1946)
1930 wurde die Forschungsabteilung aus dem Museum ausgegliedert und in das neu gegründete Institut für Mineralogie und Geochemie der Akademie der Wissenschaften der UdSSR überführt. Das Museum verlor seine Unabhängigkeit und wurde zu einer bloßen Abteilung des Instituts. Der Generaldirektor der Abteilung wurde Wladimir Iljitsch Kryschanowski (russisch Владимир Ильич Крыжановский, 1881–1947). 1932 wurde das Geologische Institut zum Institut für Geochemie, Kristallographie und Mineralogie, benannt nach M. W. Lomonossow der Akademie der Wissenschaften der UdSSR weiterentwickelt.
1934 wurde das Institut – und mit ihm das Museum – nach Moskau verlegt, wo es sich noch heute befindet. Der gesamte Umzug dauerte etwa drei Jahre. Die Dauer erklärt sich mit der aufwändigen Planung und Durchführung, da der gesamte Sammlungsbestand mit ca. 60.280 Objekten, davon ca. 20.000 aus dem Dublettenfonds, sowie die gesamte Museumseinrichtung verpackt und in ca. 30 Laster verladen werden mussten. Um die Sammlung aufzunehmen, musste das heruntergekommene Gebäude (Baujahr ca. 1806–1808) auf dem Gut des Grafen Alexei Grigorjewitsch Orlow Neskuchny Sad aufwändig renoviert werden. Ursprünglich war es eine Reithalle. Das Museum verfügte nun über eine Ausstellungshalle mit einer Fläche von etwa 1200 Quadratmetern und einer kleinen Anzahl von Nebenräumen, die als Arbeits- und Laborräume genutzt werden konnten.
1937 fand in Moskau der XVII. Internationale Geologenkongress statt. Hierfür wurde die Ausstellung neu gestaltet. Ziel dieser Ausstellung war die Darstellung der Genese von Mineralien in der Erdkruste von der geochemischen Akkumulation und Dispersion hin zur magmatischen oder hypogenen Mineralbildung. Die umfangreichen Sammlungen des Museums ermöglichten es, den gesamten Prozess mit Proben anschaulich darzustellen. Gleichzeitig wurde eine Ausstellung zur Geschichte der Mineralarten (eine systematische Sammlung unter Berücksichtigung der Entstehung von Mineralien) sowie eine Ausstellung von Schmucksteinen konzipiert und angelegt. Die Ausstellung blieb fast 40 Jahre bis 1976 unverändert erhalten.

### Dreihundertjähriges Jubiläum des Museums (2016)
2016 feierte das Museum sein 300-jähriges Bestehen. Vom 21. bis 24. November 2014 fand in Moskau eine Jubiläumsfeier mit anschließender wissenschaftlicher Konferenz statt. Russische Redner und ausländische Gäste aus Bulgarien, Großbritannien und der Slowakei referierten über aktuelle Entwicklungen in der Mineralienforschung, Kristallographie, Petrologie und der Betreuung der Forschungssammlung.

## Sammlungen

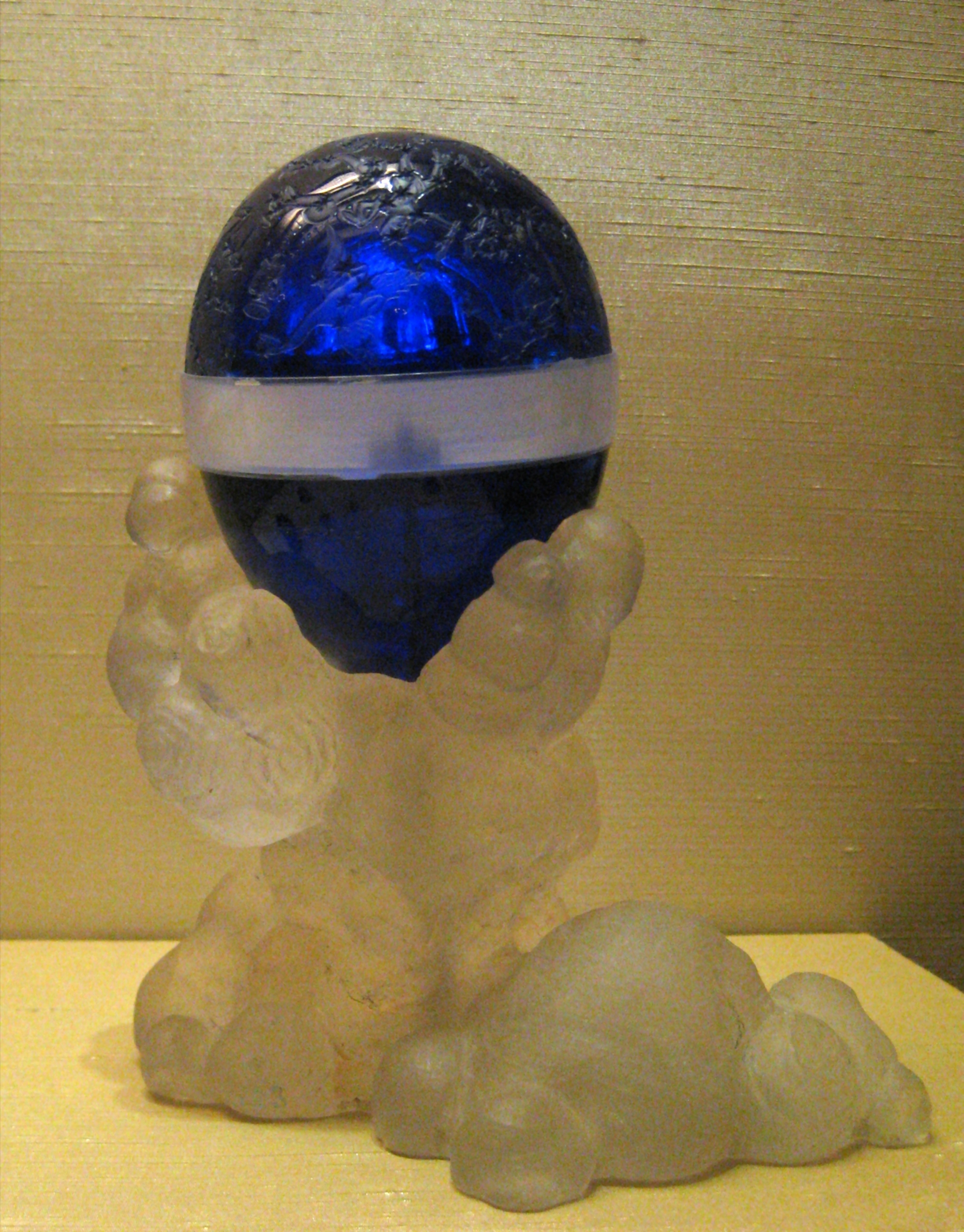
Unvollendetes Fabergé-Ei von 1917

Zu Beginn des 20. Jahrhunderts wurde der gesamte Bestand von ca. 150.000 Objekten vom damaligen Museumsdirektor Wernadski in die fünf folgenden Sammlungsgebiete eingeteilt:
- Systematische Sammlung: Die systematische Sammlung gliedert Minerale in das Klassifikationssystem der International Mineralogical Association. Es besteht derzeit aus 96.000 Einzelstücken, die etwa 3800 der mehr als 5500 natürlich vorkommenden Mineralarten repräsentieren. Die Sammlung soll die Bandbreite an Mineralien in Bezug auf Zusammensetzung, Kristallmorphologie, physikalische Eigenschaften und Vergesellschaften mit anderen Mineralen darstellen.
- Kristallsammlung: Die Sammlung mit heute mehr als 4800 Objekten repräsentiert Kristalle aller sieben bekannten Kristallsysteme mit den meisten Raumgruppen. Diese Sammlung besteht aus verschiedenen Kristallformen und ihren Kombinationen und zeigt die Perfektion und Imperfektion von natürlichen und künstlichen Kristallen.
- Lagerstättensammlung: Die mehr als 31.000 Objekte stammen aus den über 300 ehemaligen Lagerstätten der Sowjetunion und weiteren Lagerstätten in anderen Ländern.
- Pseudomorphe Sammlung: Gesammelt wurden über 2200 Pseudomorphe, die verschiedene Merkmale des Mineralwachstums und der Umwandlung unter verschiedenen Bedingungen aufweisen.
- Edelstein- und Steinkunstsammlung: Unter den 8000 Sammlungsstücken befinden sich ungeschliffene und geschliffene Edelsteine und Halbedelsteine. Der größte Teil der Sammlung besteht aus Schaustücken der russischen Steinschneidekunst des 18. bis 20. Jahrhunderts, darunter etwa 30 Gegenstände, die vom berühmten russischen Juwelier Peter Carl Fabergé entworfen wurden. Der bekannteste ist ein unvollendetes Schmuckei von 1917, das die Sternenkonstellation am Tag der Geburt des Zarewitsch Alexei Nikolajewitsch Romanow zeigt. Es ist gleichzeitig das letzte der Fabergé-Eier.
- Sammlung der Meteoriten, Tektite und Impaktite: Der 1772 vom ehemaligen Museumsdirektor Pallas entdeckte Meteorit Krasnojarsk bildete den Grundstock der Sammlung. In den folgenden 200 Jahren wuchs die Meteoritensammlung des Museums zur größten in Russland an. Zwischen 1935 und 1939 wurde die Sammlung allerdings an die neu geschaffene Meteoritenkommission, das spätere „Komitee für Meteoriten der Akademie der Wissenschaften der UdSSR“, abgeben. Nach wie vor werden Einzelstücke als Dauerleihgabe des Meteoritenkomitees im Museum ausgestellt. Seit 2007 existiert im Museum wieder eine eigenständige Meteoriten-, Tektiten- und Impaktitensammlung. Sie umfasst 45 Meteoriten aus aller Welt mit 28 verschiedenen (und meist seltenen) Mineralien. Weiterhin umfasst die Sammlung einige wenige Tektite und Impaktite aus Einschlagkratern auf der ganzen Welt.

## Ausstellung

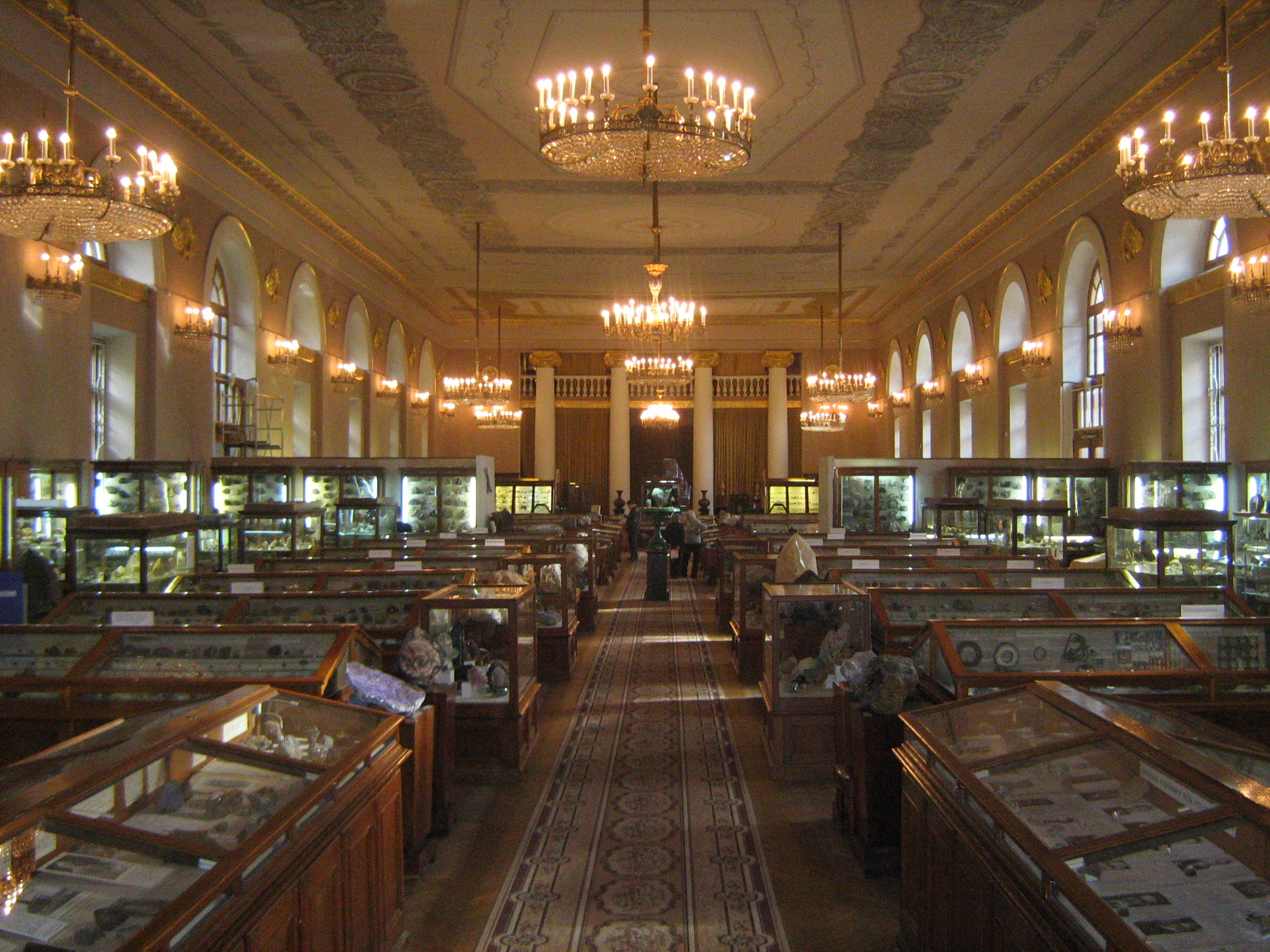
Ausstellungshalle des Mineralogischen Museums

Aufgrund der begrenzten Räumlichkeiten kann nur ein Bruchteil der Sammlung gezeigt werden. Ungefähr 12.000 Gegenstände (oder 8 % des Bestands) aus allen fünf Sammlungsgebieten sind derzeit in der ständigen Museumsausstellung zu sehen. Sonderausstellungen widmeten sich beispielsweise bestimmten Eigenschaften von Mineralien oder dem Unterschied zwischen Fossilien und Gestein. Daneben werden ausgewählte Einzelstücke auch auf temporären Ausstellungen in Russland und im Ausland präsentiert. Hierfür wurden die beiden Wanderausstellungen „Im Königreich der Steine“ und „Der Stein in der Kulturgeschichte“ konzipiert.
Die ständige Ausstellung zeigt derzeit drei Sammlungsschwerpunkte:
- Minerale: In den Vitrinen werden reine chemische Elemente (z. B. Platin, Gold oder Tellur), Sulfide, Oxide, Silicate, Phosphate, Halogenide, Carbonate und Sulfate gezeigt.
- Kristalle: Diese Abteilung präsentiert Kristalle aus allen bekannten sieben Kristallsystemen: Kristalle des kubischen Systems, Kristalle des hexagonalen Systems, Kristalle des trigonalen Systems, Kristalle des tetragonalen Systems, Kristalle des orthorhombischen Systems, Kristalle des monoklinen Systems und Kristalle des triklinischen Systems.
- Der Ursprung der Mineralien: Gesteine vulkanischen Ursprungs wie Vulkanit und rhyolithische Achate werden ausgestellt.

## Wissenschaftliche Forschung
Das Mineralogische Museum ist nicht nur eines der größten mineralogischen Museen der Welt, sondern auch eine Forschungseinrichtung. So wurden 2019 von Mitarbeitern des Museums 21 neue Mineralarten (beispielsweise Gmalimit oder Ferroefremovit) und 2018 insgesamt 29 neue Mineralarten entdeckt. Vom Museum wird seit 1907 die wissenschaftliche Zeitschrift New Data on Minerals (russisch Новые данные о минералах; in Russisch mit englischem Abstrakt) herausgegeben. Außerdem verfügt es über ein wissenschaftliches Labor mit einem Einkristalldiffraktometer, einem Festkörperlaser, vier Mikrosonden zur Elektronenstrahlmikroanalyse, einem Gerät zur Raman-Spektroskopie und einem FTIR-Spektrometer. Die technische Ausstattung ist allerdings veraltet und genügt nicht mehr dem aktuellen Stand der Technik. Außerdem ist das Museum seit 2018 eine anerkannte Zertifizierungsstelle für mineralogische Proben. Die Forschung wird außerdem mit Fördergeldern für mineralogische Proben unterstützt.

## Nach Museumsmitarbeitern benannte Mineralien und Gesteine
Das Museum hat seit fast 300 Jahren einen festen Platz in der Mineralogie. Davon zeugt die Benennung von 30 neu entdeckten Mineralarten und ihren Varietäten (kursiv markiert) zu Ehren von Mitarbeitern des Mineralogischen Museums. Die folgende Liste ist chronologisch sortiert:
- 1772: Pallasit (Eisen-Stein-Meteorit) nach Peter Simon Pallas
- 1863: Kupfferit nach Adolph Theodor Kupffer
- 1869: Laxmannit (auch Laxmanit) nach Erich G. Laxmann
- 1908: Vorobyevit nach Viktor Ivanovic Vorobiev (1875–1906)
- 1929: Fersmanit nach Alexander Jewgenjewitsch Fersman
- 1936: Lomonosovit nach Michail Wassiljewitsch Lomonossow
- 1946: Fersmit nach Alexander Jewgenjewitsch Fersman
- 1948: Vernadit nach Wladimir Iwanowitsch Wernadski
- 1950: Belyankinit nach Dmitrij Stepanowitsch Beljankin
- 1950: Belyankit nach Dmitrij Stepanowitsch Beljankin
- 1950: Kryzhanovskit nach Wladimir Iljitsch Kryschanowski
- 1951: Severginit nach Wassili Michailowitsch Sewergin
- 1953: Shubnikovit nach Alexei Wassiljewitsch Schubnikow
- 1954: Irinit nach Irina Dmitrijewna Borneman-Starynkewitsch (international: Irina Dmitrievna Borneman-Starynkevich)
- 1954: Shcherbakovit nach D. I. Shcherbakov
- 1955: Labuntsovit nach Aleksander Nikolajewitsch Labuntsov und Ekaterina Eutiikkieva Labuntsov-Kostyleva
- 1955: Nenadkevichit nach Konstantin Awtonomowitsch Nenadkewitsch
- 1956: Nenadkevit nach Konstantin Awtonomowitsch Nenadkewitsch
- 1956: Kupletskit nach Boris Michailowitsch Kupletski
- 1962: Lomonosovit-Beta nach Michail Wassiljewitsch Lomonossow
- 1960: Barsanovit nach Georgij Pawlowitsch Barsanow
- 1966: Saukovit nach B. A. Saukow (international: Saukov)
- 1968: Chernikovit nach A. A. Tschernikow (international: Chernikov)
- 1972: Semenovit nach E. I. Semjonow (international: Semenov)
- 1975: Bornemanit nach Irina Dmitrijewna Borneman-Starynkewitsch (international: Irina Dmitrievna Borneman-Starynkevich)
- 1979: Dorfmanit nach M. D. Dorfman
- 1980: Sobolevit nach Wladimir Stepanowitsch Sobolew
- 1981: Bonstedtit nach Elsa Maximiljanowna Bohnstedt-Kupletskaja (1897–1974) (international: Elsa Maximilianovna Bohnstedt-Kupletskaya)
- 1982: Kostylevit nach E. E. Kostylewa (international: Kostyleva)
- 1988: Godovikovit nach A. A. Godowikow (international: Godovikov)
- 1993: Whistepit nach W. I. Stepanow (international: Stepanov V.I.)
- 1996: Dusmatovit nach Wjatscheslaw Djurajewitsch Dusmatow (1936–2004) (international: Vyacheslav Djuraevitch Dusmatov)
- 2012: Koksharovit nach Nikolai Iwanowitsch Kokscharow
- 2013: Ericlaxmanit nach Erich G. Laxmann

## Gebäude
Das Museum war zunächst in der Kunstkamera in St. Petersburg untergebracht. 1835 zog das Mineralienkabinett in ein neues Gebäude in der nahegelegenen Zollgasse um. 1934 bezog es mit dem Umzug nach Moskau ein Gebäude im Garten „Neskutschnyj Sad“, das sich in der Nähe des Hauptsitzes der Akademie der Wissenschaften der UdSSR befand. Dort befindet sich das Museum noch heute.

## Offizieller Name des Museums seit Gründung
- 1716: Mineralienkabinett der Kunstkamera und später der Kaiserlichen Akademie der Wissenschaften
- 1836: Mineralogisches Museum der Kaiserlichen Akademie der Wissenschaften
- 1898: Geologisches Museum der Kaiserlichen Akademie der Wissenschaften
- 1903: Geologisches Museum, benannt nach Kaiser Peter dem Großen der Kaiserlichen Akademie der Wissenschaften
- 1912: Geologisches und Mineralogisches Museum, benannt nach Kaiser Peter dem Großen der Kaiserlichen Akademie der Wissenschaften
- 1930: Während der Sowjetzeit verlor das Museum zwischen 1930 und 1947 seine Unabhängigkeit
- 1956: Mineralogisches Museum, benannt nach A. J. Fersman

## Direktoren

### Leiter des Mineralienkabinetts
- 1767–?: Peter Simon Pallas (1741–1811)
- 1807–1826: Wassili Michailowitsch Sewergin (1765–1826)
- 1829–?: Adolph Theodor Kupffer (1799–1865)

### Leiter des Mineralogischen Museums (des Geologisches Museum)
- 1835–1845: Gregor von Helmersen (1803–1885)
- 1845–1857: Constantin von Grewingk (1819–1887)
- 1857–1866: Friedemann Adolph Goebel (1826–1895)
- 1866–1873: Nikolai Iwanowitsch Kokscharow (1818–1893)
- 1873–1900: Friedrich Schmidt (1832–1908)
- 1900–1906: Feodossi Nikolajewitsch Tschernyschow (1856–1914)
- 1906–1919: Wladimir Iwanowitsch Wernadski (1863–1945)
- 1919–1945: Alexander Jewgenjewitsch Fersman (1883–1945)
  - 1930–1945: Wladimir Iljitsch Kryschanowski (Generaldirektor)
- 1945–1947: Wladimir Iljitsch Kryschanowski (russisch Владимир Ильич Крыжановский, 1881–1947)
- 1947–1953: Dmitrij Stepanowitsch Beljankin (1876–1953)
- 1953–1976: Georgij Pawlowitsch Barsanow (1907–1991)
- 1976–1980: Jurij Leonidowitsch Orlow (1926–1980)
- 1980–1982: Wladimir Stepanowitsch Sobolew (1908–1982)
- 1983–1995: Alexander Alexandrowitsch Godowikow (1927–1995)
- 1995–2010: Margarita Iwanowna Nowgorodowa (* 1938)
- 2011–2015: Wiktor Konstantinowitsch Garanin
- seit 2016: Pawel Jurjewitsch Pletschow (* 1967)[4]